# Кароль, Тина
Ти́на Ка́роль (укр. Ті́на Ка́роль, имя при рождении Татья́на Григо́рьевна Либерма́н (укр. Тетя́на Григо́рівна Ліберма́н); род. 25 января 1985, Оротукан, Ягоднинский район, Магаданская область, РСФСР, СССР) — украинская певица и актриса, телеведущая, общественный деятель. Народная артистка Украины (2017).
Лауреат песенного конкурса «Новая волна» (2005). С песней «Show Me Your Love» представляла Украину на 51-м песенном конкурсе «Евровидение-2006», который проходил в Афинах, где заняла седьмое место. Входит в Топ-100 самых влиятельных женщин Украины по версии журнала «Фокус». Лучшая исполнительница Украины 2014, 2015, 2018 годов по версии YUNA. Лучшая исполнительница Украины 2015 и 2017 годов по версии M1 Music Awards. Самая популярная женщина Украины по версии компаний Google и Яндекс (2013). Бывший тренер шоу «Голос страны» (2013, 2015—2021) и «Голос. Дети». Экс-ведущая телевизионного шоу «Танцы со звёздами» и «Игра талантов». Диапазон голоса — 4,5 (от фа малой октавы до фа-диез пятой октавы) октавы.

## Биография и карьера

### Ранние годы
Татьяна Либерман родилась 25 января 1985 года, в Татьянин день в посёлке Оротукан (Магаданская область) в семье инженеров Григория Самуиловича Либермана — он занимал должность главного конструктора крупной строительной компании, — и Светланы Андреевны Либерман (в девичестве Журавель), которая работала инженером, а позже устроилась в Пенсионный фонд Украины. Старший брат — Станислав Григорьевич Либерман, юрист, совладелец юридической фирмы в Киеве. Разница в возрасте у Тины с братом составляет четыре года. 
В 1992 году, когда дочери исполнилось семь лет, семья переехала на родину матери, в город Ивано-Франковск (Украина), где Тина начала обучаться в СШ № 22. Кароль призналась, что она часто чувствовала дискриминацию в школе из-за своей еврейской фамилии. Тина свободно владеет украинским и русским языками. Кароль принимала участие в многочисленных молодёжных, региональных конкурсах и фестивалях, таких как: «Спиваночка-Джазочка» (1996), «Золотые трембиты», «Юные звёзды Прикарпатья» (1997), «Таланты твои, Украина» (1998), «Рождественские встречи у Братьев Блюза», «Черноморские игры», «Под одной звездой», «Золотой тик» (1999), «Эдельвейс», «Семь культур» (2001) — где представляла Израиль, Первый всеукраинский конкурс артистов эстрады (2002), Новая волна (Юрмала-2005) и многих других. Окончила музыкальную школу № 1 им. Н. Лысенко по классу фортепиано.
С юных лет Тина мечтала о большой сцене, поэтому после 9 класса, в 2000 году, отправилась в Киев, где поступила в высшее музыкальное училище им. Глиэра. Преподаватель пения Татьяна Русова вспоминала, что девушка отличалась не только хорошим вокалом, индивидуальной манерой исполнения, но и непростым характером — всегда открыто высказывала и отстаивала своё мнение. Двери в шоу-бизнес Тине открыл ректор КМАМ им. Глиэра, композитор Александр Злотник. В 2003 году он утвердил Кароль на роль Маргарет в мюзикле «Экватор», премьера которого состоялась в Киевском театре оперетты. В тот же период за особые успехи в учёбе ей была назначена стипендия Верховной Рады Украины.
В 2004 году окончила Киевское высшее музыкальное училище им. Глиэра по специальности «Эстрадный вокал». По совету своего педагога, прошла кастинг и была принята в качестве солистки в ведущий профессиональный музыкальный коллектив Министерства обороны Украины — ансамбль песни и пляски Вооружённых сил Украины. В 2005 году получила второе высшее образование, окончив заочное отделение факультета «Менеджмента и логистики» Национального авиационного университета (НАУ). В начале музыкальной карьеры взяла себе сценический псевдоним Тина Кароль. Впоследствии официально изменила имя и фамилию.

### 2005—2006: Начало карьеры, «Новая волна», дебютный альбом и участие в «Евровидении»
В 2005 году принимала участие в украинском проекте Игоря Кондратюка «Караоке на Майдане». Тина исполняла песню «Сладкий грех» Таисии Повалий, но так и не победила в шоу.
Обрела широкую известность на Украине после участия на фестивале «Новая волна 2005» в городе Юрмала (Латвия), где исполнила композицию «Зелен клен» авторства Юрия Рыбчинского и Игоря Поклада и песню Ньюли Энтони и Лесли Брикасс — «Feeling Good», заняв второе место. Получила специальный приз от Аллы Пугачёвой — «Золотая звезда Аллы» и денежный приз в размере 50 000 долларов. Все деньги пошли на съёмки дебютного видеоклипа «Выше облаков».
Выстраивая свою сольную карьеру, певица продолжала участвовать в выступлениях ансамбля песни и танца Вооружённых сил Украины. В Ираке пела для многонационального миротворческого контингента в Багдаде и Эль-Куте. В Косово выступила с сольным концертом, за что министр обороны Украины вручил Тине Кароль государственный Орден «За миротворческие миссии». По приезде на Украину певица получила две премии — «Певица года» и «Открытие года».

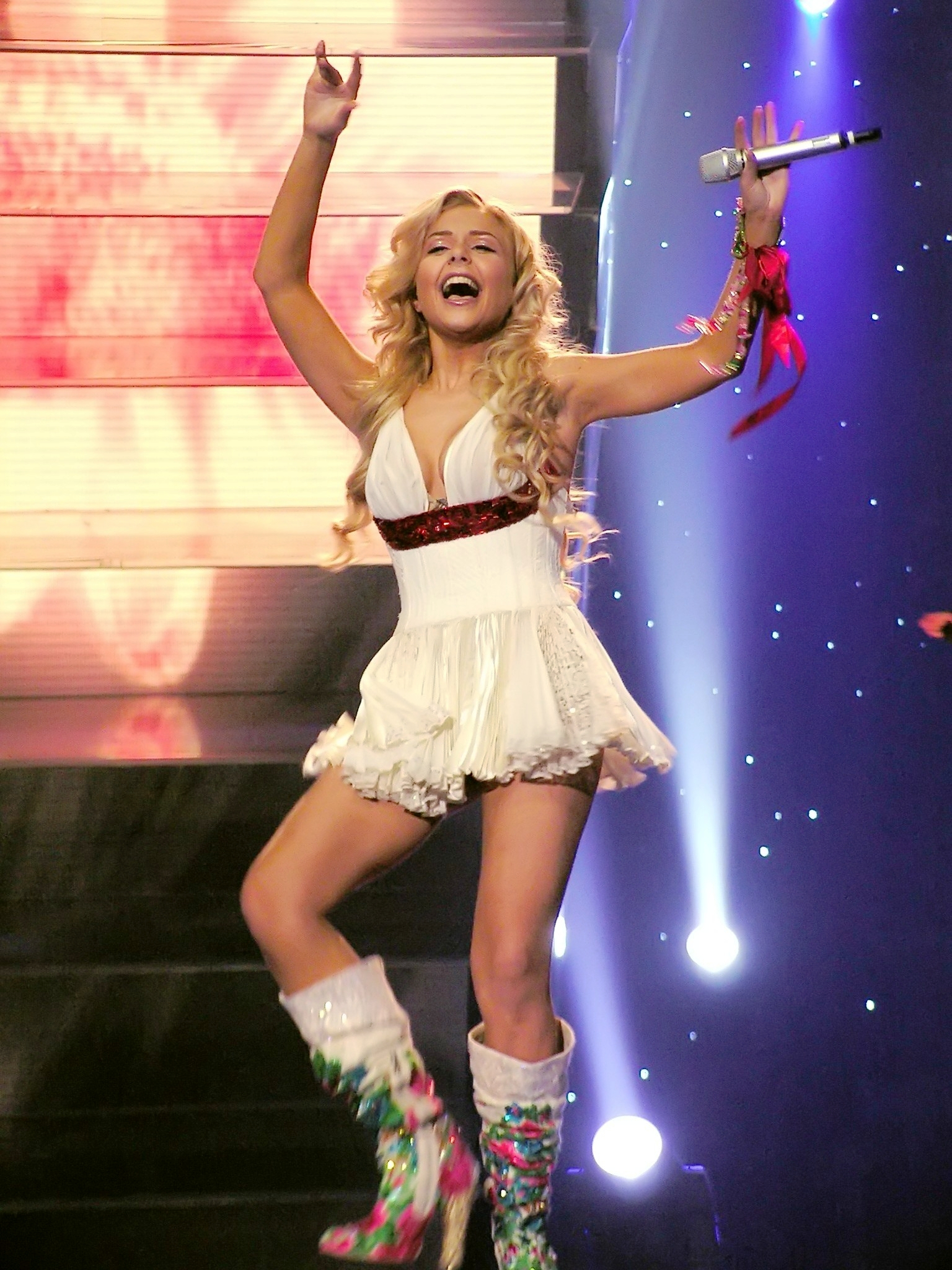
Тина Кароль с песней «Show Me Your Love» на «Евровидении 2006»

Весной 2006 года Кароль выпустила англоязычный альбом Show Me Your Love, который впоследствии стал золотым. В марте 2006 года Тина Кароль победила в национальном отборочном конкурсе «Ты — звезда» с одноимённой композицией. В мае того же года с композицией «Show Me Your Love» Кароль представляла Украину на международном песенном конкурсе «Евровидение» в Афинах (Греция), где заняла 7-е место. В октябре на украинском телевидении стартовал танцевальный телепроект — шоу «Танцы со звёздами», ведущей которого стала Тина Кароль совместно с Юрием Горбуновым. В декабре 2006 года вышел второй альбом певицы — «Ноченька», который также получил «золотой» статус в стране.

### 2007—2012: Кино, телешоу «Голос. Дети» и альбом «Полюс притяжения»
В январе 2007 года состоялась премьера новогоднего мюзикла по сценарию Антона Фридлянда, «Звёздные каникулы», в котором Тина Кароль сыграла одну из главных ролей. В том же месяце Кароль сменила продюсера и всю творческую команду. В июне 2007 года на фестивале «Таврийские игры» Кароль впервые спела с живым составом музыкантов, где представила песню «Люблю его». В августе получила статуэтку «Телетриумф» как «Лучшая телеведущая развлекательной программы». 23 августа Кароль была награждена за весомый вклад в развитие культуры и искусства Украины и за популяризацию Украины в мире. В ноябре и декабре провела первый Всеукраинский тур «Полюс притяжения», а 7 декабря состоялся первый сольный концерт в Национальном дворце искусств «Украина». В декабре Тина Кароль выпустила третий альбом «Полюс притяжения», который за 3 недели стал «золотым», через 9 месяцев получил «платиновый» статус в стране, став третьим диском на Украине, удостоившимся такого статуса, а также представила свою первую книгу «Большие приключения Паутинки». В январе 2008 года на Мальдивах Тина Кароль тайно расписались со своим продюсером Евгением Огиром. В марте получила звание «Самая красивая женщина Украины» по версии читателей издания «VIVA». В апреле издание «Женский журнал» назвало её «Самой обаятельной женщиной Украины». В мае на фестивале «Таврийские игры» представила новый клип «Ключик» на большом экране. 15 июня в Свято-Успенском соборе, Киево-Печерской Лавры прошло венчание Тины Кароль с Евгением Огиром.

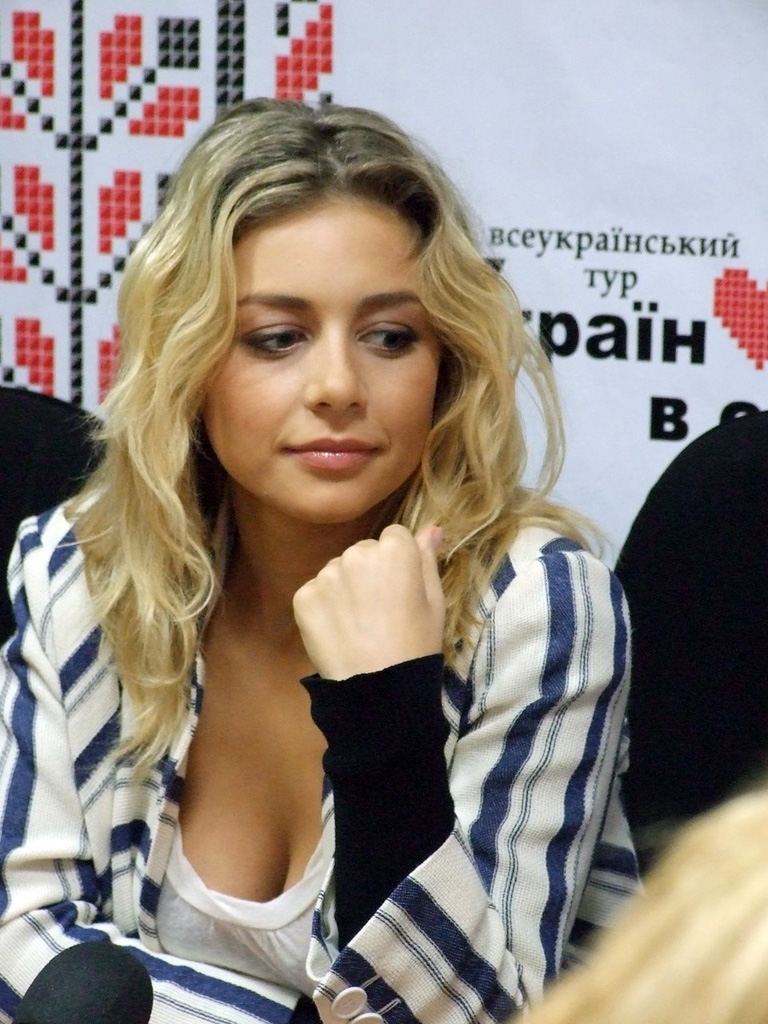
Тина Кароль в 2009 году

22 сентября Кароль была награждена Орденом святой великомученицы Екатерины за высокие заслуги перед украинской церковью.
В 2008 году Тина Кароль стала Послом доброй воли Unicef и официальным партнёром по различным социальным программам организации. В октябре получила вторую статуэтку «Телетриумф» как Лучшая телеведущая развлекательной программы.
18 ноября у певицы родился сын Вениамин.

В январе 2009 года Президент Украины Виктор Ющенко присвоил Тине Кароль звание «Заслуженной артистки Украины». В феврале получила награду «Самая красивая певица Украины-2008» от организаторов конкурса красоты «Мисс Украина Вселенная-2009». В этом же месяце, во второй раз получила звание «Самая красивая женщина Украины» по версии читателей издания «VIVA!». Там же состоялась премьера новой песни «Не бойся, мальчик». В марте две песни — «У неба попросим» из альбома «Полюс притяжения» и новая композиция «Боль» — стали саундтреками к двум телевизионным сериалам. Во второй половине июля стало известно, что компания Walt Disney сняла 3D-фильм «Бригада М» («G-Force») и пригласила Тину Кароль озвучить морскую свинку — Земляничку. 10 июня в концерт-холле «Crystal Hall» в Киеве состоялся первый акустический джазовый сольный концерт Кароль «Голос». 

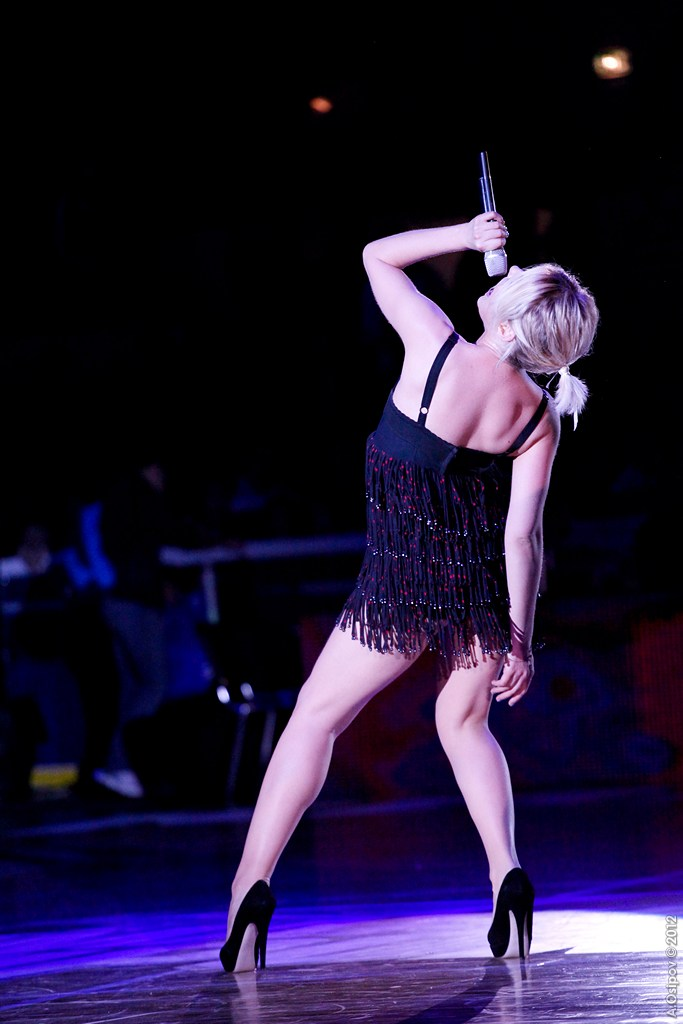
Кароль на матче всех звезд баскетбольной Суперлиги, 2012 год

Весной 2011 года вместе с Сергеем Лазаревым и дуэтом Алиби стала ведущей музыкального проекта «Майдан’s» на телеканале «Интер». Осенью 2012 года вместе с Олегом Скрипкой и Светланой Лободой, выступила в роли звёздного тренера в вокальном проекте телеканала 1+1 «Голос. Дети», а весной 2013 года — в роли звёздного тренера в вокальном проекте телеканала 1+1 «Голос страны 3».

### 2013—2016: телешоу «Голос страны», фильмы «Сила любви и голоса» и «Рождественская история»

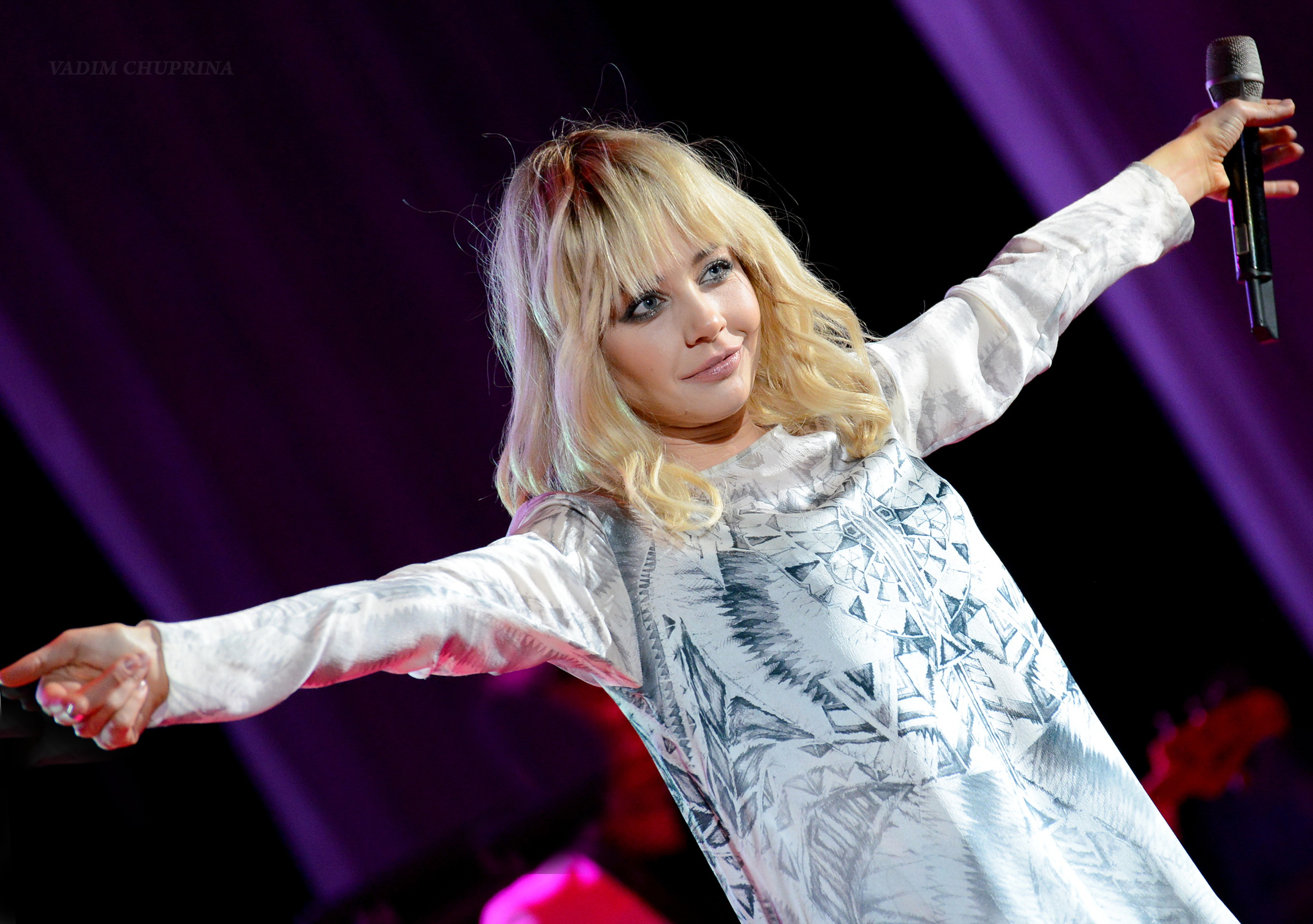
Тина Кароль, 2013 год

В 2013 году, вместе с Олегом Скрипкой, Александром Пономарёвым и Святославом Вакарчуком стала тренером в вокальном шоу «Голос страны 3». В феврале у Кароль из ячейки банка пропали все денежные сбережения, документы, фамильные драгоценности. 15 марта Кароль стала приглашённым гостем на Юбилейном концерте «20 лет в пути». Исполнила песню «Душа» в дуэте вместе с Стасом Михайловым. В ноябре стартовал всеукраинский тур Тины Кароль с сольной программой «Сила любви и голоса» (укр. Сила любові та голосу), который завершился в конце февраля 2014 года.
6 февраля 2014 года состоялся релиз пятого альбома «Помню», в который вошли 7 композиций. 14 февраля состоялась премьера фильма «Сила любви и голоса», в основу которого легло одноимённое шоу. В марте певица одержала победу на премии «YUNA 2014» в номинации «Лучшая певица года». В июне того же года открыла благотворительный фонд помощи онкобольным детям «Полюс притяжения». 5 сентября кинофильм «Сила любви и голоса» о жизни Тины Кароль одержал победу в номинации «Лучший документальный фильм» на международном фестивале AOF International Film Festival в США. 2 октября состоялся релиз сингла и видеоклипа на песню «Мы не останемся друзьями (#МНОД)».
Зимой 2015 года выступила в роли звёздного тренера в вокальном проекте телеканала 1+1 «Голос. Дети 2» (участник из команды Тины Кароль одержал победу), во время проекта выпустила песню «Україна — це ти» (с укр. — «Украина – это ты!»), которую написала сама певица. Песня была занесена в «Хрестоматию украинской детской литературы для чтения в первом-втором классах». В книге опубликовали текст и ноты произведения. Весной выступила в роли звёздного тренера в вокальном проекте телеканала 1+1 «Голос страны 5», Антон Копытин — подопечный из команды Тины Кароль стал победителем. 25 марта победила на всеукраинской национальной премии «YUNA 2015» в номинации «Лучшая исполнительница». 28 апреля, в годовщину смерти своего мужа Евгения Огира, выпустила сингл «Спасибо». В ноябре одержала победу в премии Elle Style Awards. 26 ноября на премии M1 Music Awards победила в номинации «Лучшая певица». Зимой выступила в роли звёздного тренера в вокальном проекте канала 1+1 «Голос страны 6».
В январе 2016 года отправилась в рождественский тур по городам Украины. 7 января состоялась презентация музыкального фильма телеканала «1+1» «Рождественская история с Тиной Кароль». 1 июня этого же года, Кароль объявила о своей благотворительной инициативе #ТвориДоброТыНеОдин, цель которой обратить внимание общества на проблемы внимания и заботы по отношению к детям. В этот же день певица присоединилась к глобальной гуманитарной программе Юнисеф и Louis Vuitton — #MakeAPromise («Дай обещание») по сбору средств для детей, пострадавших от военных бедствий.
Осенью выступила в роли звёздного тренера в вокальном проекте канала 1+1 «Голос. Дети 3». Участник команды Тины — Элина Иващенко, привела своего тренера до третей победы на шоу. На крайнем этапе проекта, Тина Кароль вместе со всеми финалистами презентовала песню «Дитинство не втрачай», автором которой является сама певица . 19 декабря выпустила детскую книгу «Рождественская история». В книге собраны украинские щедровки, колядки и ноты к ним.

### 2017—2019: альбом «Интонации», M1 Music Awards, сингл «Сила высоты» и другие проекты
22 января 2017 года Президент Украины Пётр Порошенко присвоил Тине Кароль звание «Народная артистка Украины».

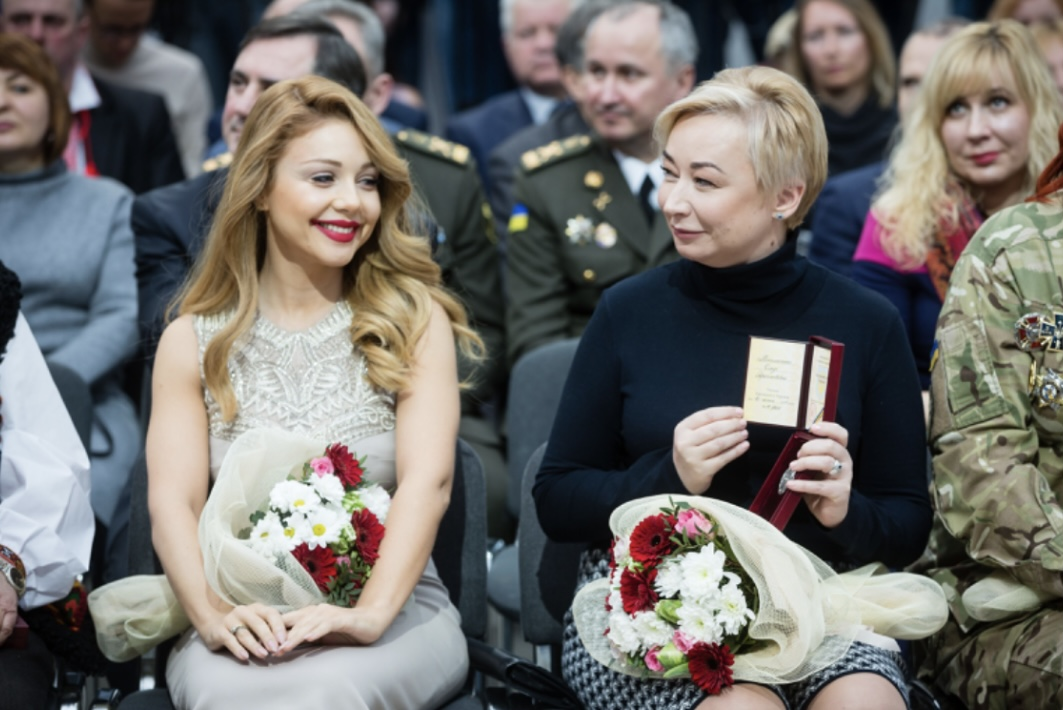
Тина Кароль на церемонии вручения государственных награды, по случаю Дня Соборности Украины в 2017 году

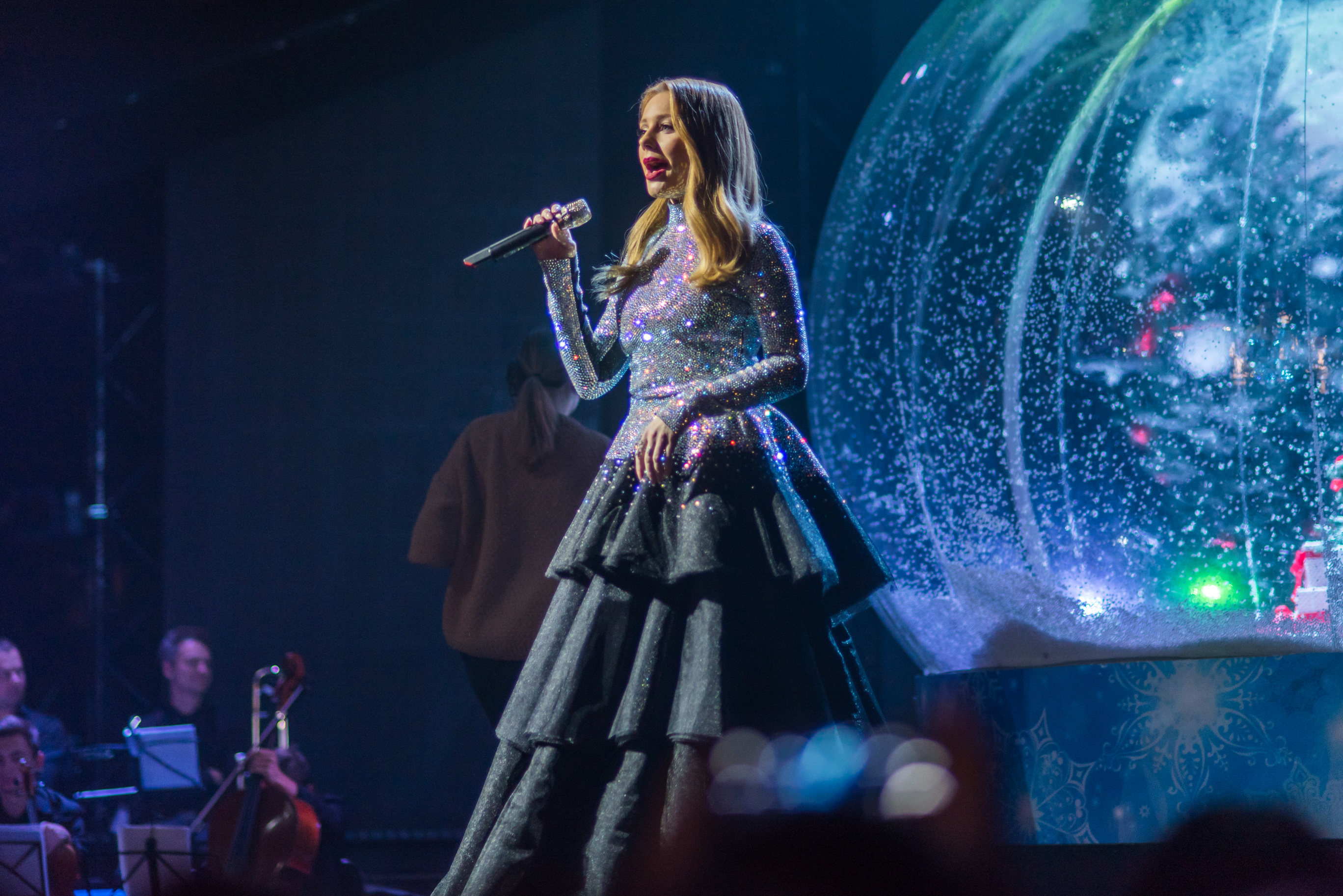
Кароль в финале вокального шоу «Голос страны», 2017 год

Зимой того же года выступила в роли звёздного тренера в вокальном проекте телеканала 1+1 «Голос страны 7». По итогам 7-сезона в четвёртый раз стала победителем-наставником. В феврале Кароль стала лицом марки Garnier. В марте в третий раз была признана самой красивой женщиной по версии «Viva!». В апреле в эфире проекта «Голос страны 7» представила концертный шоу-номер на песню «Я не перестану». В мае вышел клип на эту песню. 17 августа вышел студийный альбом «Интонации», который в дальнейшем удостоился «мультиплатинового» статуса на Украине. 14 сентября Кароль стала лицом компании Huawei в Украине. В том же месяце выпустила красную помаду, назвав её своим именем.
В октябре — ноябре в Киеве установила рекорд в истории украинской поп-музыки, сыграв семь сольных концертов на сцене Национального дворца «Украина» пять дней подряд. В ноябре представила книгу совместно с благотворительным фондом Sanahunt Foundation. В декабре появилась на обложке журнала Harper’s Bazzar Ukraine. 9 декабря стала певицей года на премии M1 Music Awards в Киевском Дворце Спорта, её клип на песню «Перечекати» стал клипом года.
В 2018 году Кароль вновь стала тренером вокального проекта «Голос страны 8». В том же году она стала лицом авиакомпании Украины — МАУ. В феврале стала специальным гостем Церемонии VIVA 2018!. 8 марта выпустила музыкальный фильм-исповедь «Интонации Тины Кароль». 5 июля представила новую концертную программу в Минске и выступила на Славянском базаре в Витебске 15 июля.
26 августа Кароль в паре с Юрием Горбуновым провела первый эфир шоу «Танцы со звёздами». В тот же день на телеканале «1+1» состоялась премьера телеверсии музыкального концерта Тины Кароль «Интонации». Телеверсия была снята во время одного из сольных концертов в столичном дворце «Украина» прошлой осенью в рамках тура в поддержку альбома «Интонации», а 27 августа состоялась премьера альбома «Интонации (Live)». 15 ноября приняла участие в Best Fashion Awards 2018. 7 декабря состоялась премьера песни «Сила высоты».

Зимой 2019 года выступила в роли звёздного тренера в вокальном проекте телеканала 1+1 «Голос страны 9». В апреле того же года Тина Кароль и группа «Бумбокс» презентовали в дуэте песню и видеоклип «Безодня». 22 августа представила свой новый клип на песню «Вабити». Съёмки самого клипа проходили в США.

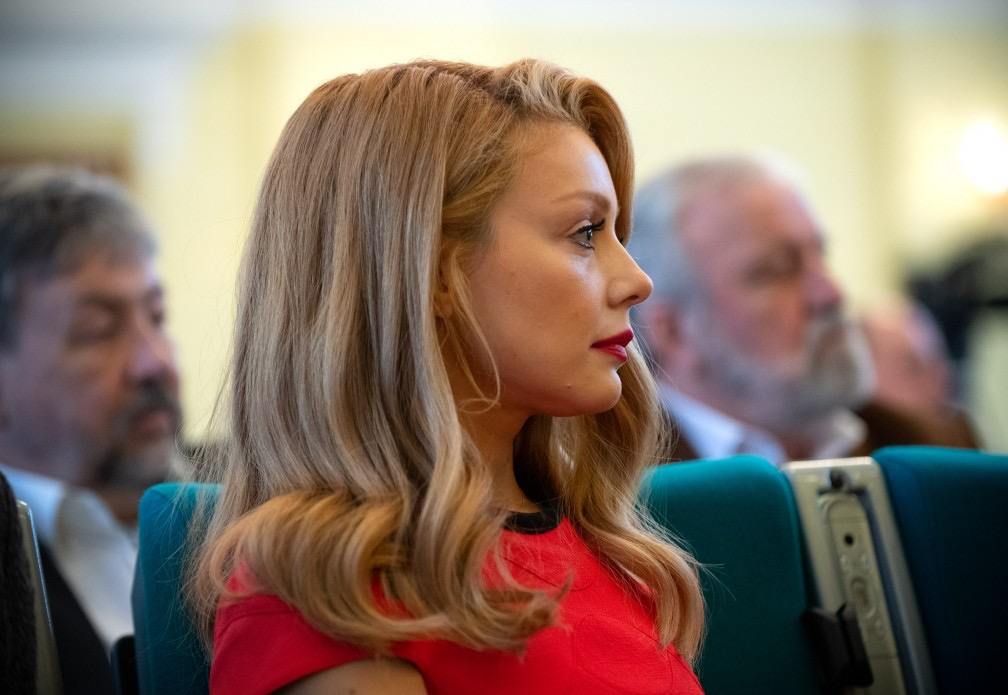
Тина Кароль на встрече с Президентом Украины, состоявшейся в Офисе Президента в 2019 году

24 августа Тина Кароль приняла участие в «Шествии Достоинства» на День независимости Украины. Певица исполнила фрагмент «Гимна Украины» на крыше Национальной музыкальной академии П. И. Чайковского. В том же месяце она выступила танцевального шоу «Танцы со звёздами». В октябре, совместно с молдавским певцом Даном Баланом представила на Танцах со звёздами композицию «Домой».
В ноябре Тина Кароль стала лицом украинского ювелирного бренда «Укрзолото», в этом же месяце, Кароль представила новый клип на песню «Иди на жизнь». 30 ноября Тина Кароль и Дан Балан выступили на церемонии награждения M1 Music Awards. Дуэт исполнил лирическую композицию «Домой». 12 декабря Тина Кароль и солистка группы (The Hardkiss) Юлия Санина представили дуэтную песню и клип «Вільна». Композиция стала саундтреком к фильму «Преданная».

### 2020—2021: альбомы «Найти своих», «Красиво», участие в Atlas Weekend и других проектах

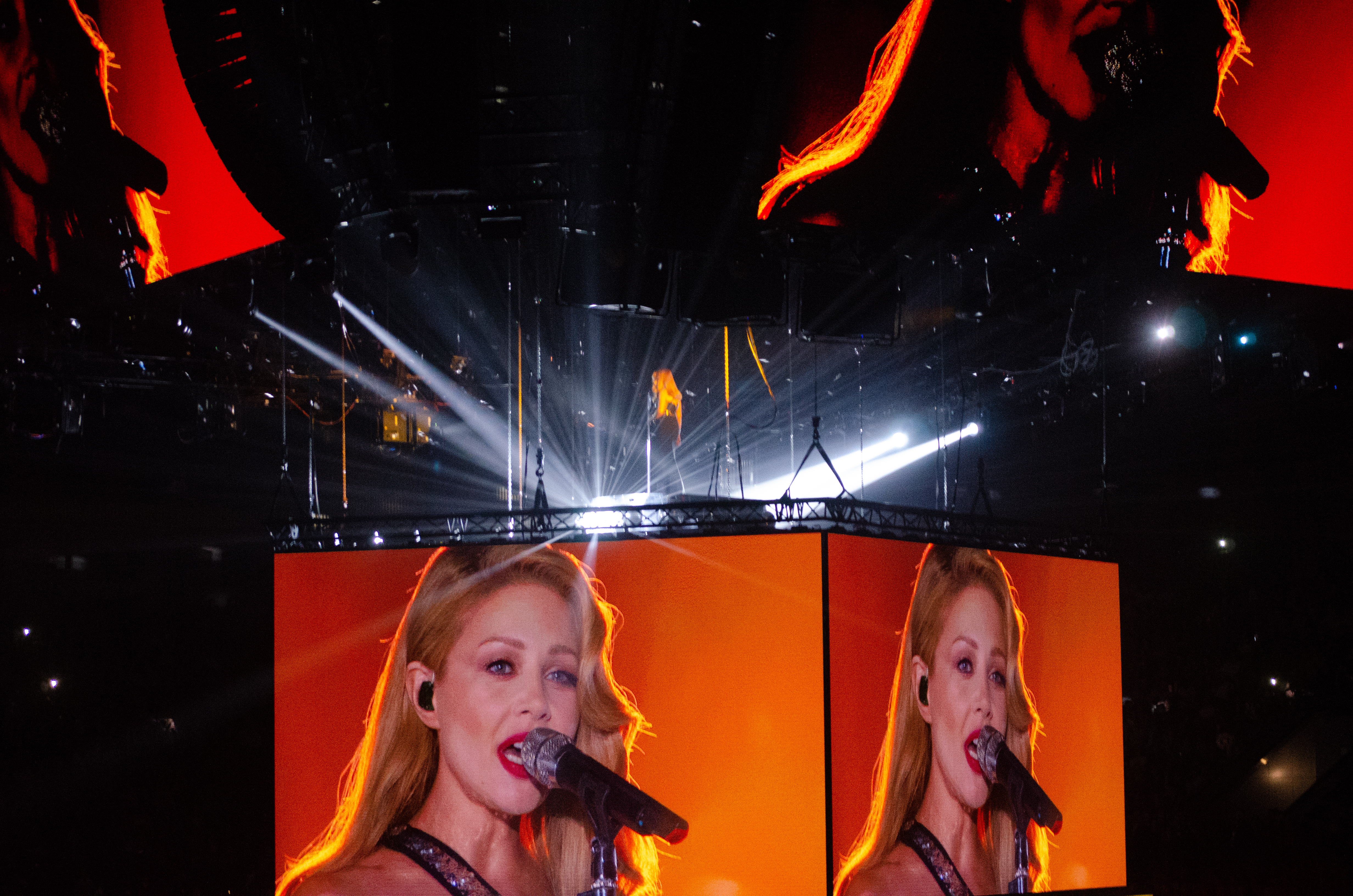
Выступление Тины Кароль с песней «Иди на жизнь» на M1 Music Awards в 2019 году

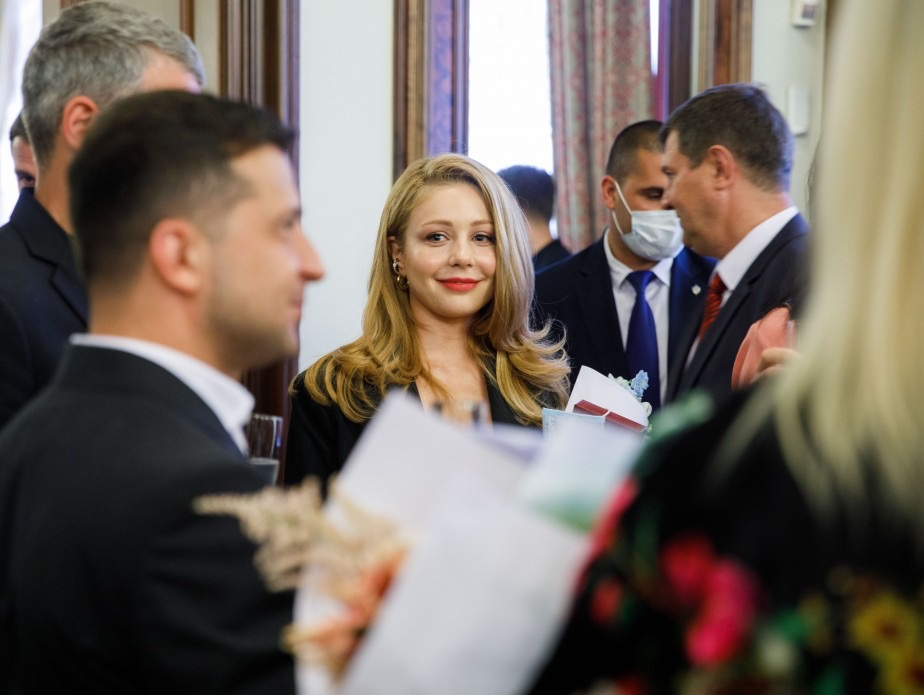
Тина Кароль на церемонии вручения государственных награды, по случаю Дня Конституции Украины в 2020 году

Зимой 2020 года выступила в роли звёздного тренера в вокальном проекте телеканала 1+1 «Голос страны 10». 8 февраля стала одним из членов жюри национального отбора Украины на Евровидение-2020. 26 апреля Тина Кароль и Дан Балан на «Голос страны 10» представили песню «Помнишь». Будучи тренером Романа Сасанчина, одержала победу в проекте «Голос Страны 10» 2020 года.
13 июля Тина Кароль вместе с Ириной Билык, группой KAZKA и другими украинскими артистами, приняла участие в «Славянском Базаре» в Витебске. Тина вместе с Инной Афанасьевой исполнили песню на белорусском языке «Родны Беражок». 7 июля Президент Украины Владимир Зеленский наградил Тину Кароль Орденом княгини Ольги III степени по случаю Дня Конституции Украины.
24 августа Тина вместе с Монатиком, Ириной Билык, Олегом Винником, Потапом и другими, приняла участие в шоу ко Дню Независимости Украины на Софийской площади. В этом же месяце, в паре с Юрием Горбуновым вновь стала ведущей шоу «Танцы со звёздами».
В сентябре Кароль выпустила альбом «Найти своих» и одноимённый трилогию-клип. В этом же месяце, на «Площади звёзд» в Киеве возле ТРЦ Gulliver состоялась церемония открытия именной звезды Тины Кароль. В ноябре Тина Кароль появилась на обложке коллекционного издания книги «Ukrainian Women in Vogue», изданной Vogue Ukraine и посвящённой успешным деловым украинским женщинам. В декабре Тина Кароль выпустила свою первую коллекцию обуви совместно с украинском брендом «Kachorovska». В коллекцию вошли три вещи — босоножки, сабо и микросумки.

12 февраля 2021 года представила клип в новом репертуаре на песню «Скандал». Зимой того же года выступила в роли звёздного тренера в вокальном проекте на телеканале 1+1 «Голос страны 11». В марте 2021 года стала ведущей в паре с Потапом на шоу пародий «Липсинк Батл».

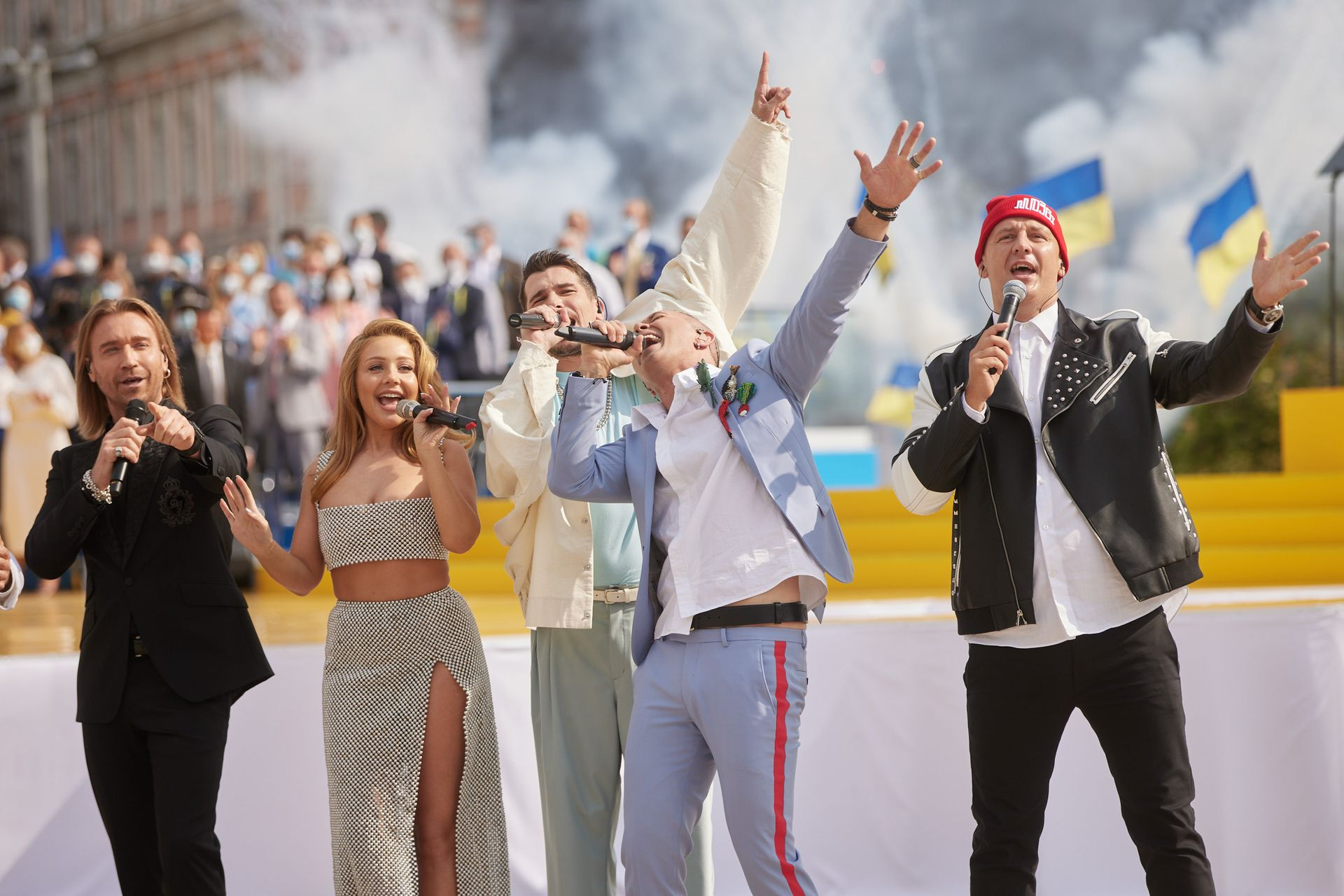
Выступление Тины Кароль, Олега Винника, Потапа и других. На концерте в честь Дня независимости Украины в 2020 году

25 апреля, во время финала шоу «Голос страны 11», Кароль заявила, что не планирует быть наставником в 12 сезоне вокального проекта. 2 апреля состоялась премьера восьмого студийного альбома «Красиво», в альбом вошло 7 новых песен. В этом же месяце, на телеканале 1+1, а 27 апреля на своем YouTube-канале представила live-session «Красиво». 12 мая на национальной музыкальной премии «YUNA» была удостоена специальной награды «За особые достижения в музыке», а также одержала победу вместе с Юлией Саниной в номинации «Лучшая песня к фильму», одержала победу в категории «Лучший дуэт/коллаборация». 16 июня Тина Кароль посетила город Алматы (Казахстан) в поддержку промотура альбома «Красиво», певица посетила различные интервью и радиостанции. 29 июня Тина Кароль попала в список 100 самых влиятельных женщин Украины по версии журнала «Фокус». 1 июля состоялась премьера клипа на песню «Красиво», которая в свою очередь является заглавным треком нового одноимённого альбома Тины Кароль.
5 и 6 июля 2021 года Тина Кароль стала хедлайнером первых двух дней музыкального фестиваля Atlas Weekend 2021. Представила cyber-шоу «Красиво» в поддержку нового одноимённого альбома. Суммарное количество зрителей превысило 250 тысяч человек. 30 июля состоялся релиз live-альбома «Tina Karol Cyber Show Atlas Weekend 2021 Live». Над музыкой и аранжировками работали музыканты из США и Украины. 13 августа Тина Кароль выпустила дуэтную песню «Зірочка» с группой KAZKA. Это первый трек из украиноязычного альбома дуэтов Молода кров, выход которого приурочен к 30-летию Дня независимости Украины. 20 августа состоялся релиз альбома «Молода кров», в который вошло 7 дуэтных песен.
22 августа Тина Кароль вместе с Натальей Могилевской, Джамалой, Сергеем Бабкиным, Ольгой Поляковой и другими, выступила на церемонии награждения президентской премией «Национальная легенда Украины», учреждённой ко «Дню независимости Украины», которая проходила в Марианском дворце. 24 августа 2021 года Кароль вместе с Андреа Бочелли, выступили на площади Конституции, исполнив песню «Con te partirò». В этот же вечер, на стадионе «НСК Олимпийский» состоялось масштабное музыкальное шоу «Независимость в нашей ДНК» по случаю Дня независимости Украины, Тина выступила с попурри из своих хитов. 24 августа Тина Кароль выступила на церемония к 30-летию НОК, и спела песню «Україна — це ти».
28 октября 2021 года Тина Кароль на своём YouTube-канале презентовала клип на песню «Двойной рай». Сингл войдёт в новый альбом певицы, выход которого, запланирован 29 октября. 9 ноября 2021 года Тина Кароль в рамках поддержки своего нового мини-альбома «Двойной рай» отправилась в Казахстан. Певица дала ряд интервью центральным телеканалам и радиостанциям. 16 ноября выступила в Грузии на шоу «Танцы со звёздами». Певица исполнила свой украиноязычный хит «Намалюю тобі зорі». 23 ноября 2021 года, в паре с Камилой Жусуповой стала ведущей первого песенного screenlife-шоу в Казахстане «Double Dauys».
31 декабря 2021 года, в грандиозном шоу «Новогодняя Маска» на телеканале «Украина» Снежная королева исполнила песню «Снежинка» из кинофильма «Чародеи». Под маской скрывалась Тина Кароль.

### С 2022

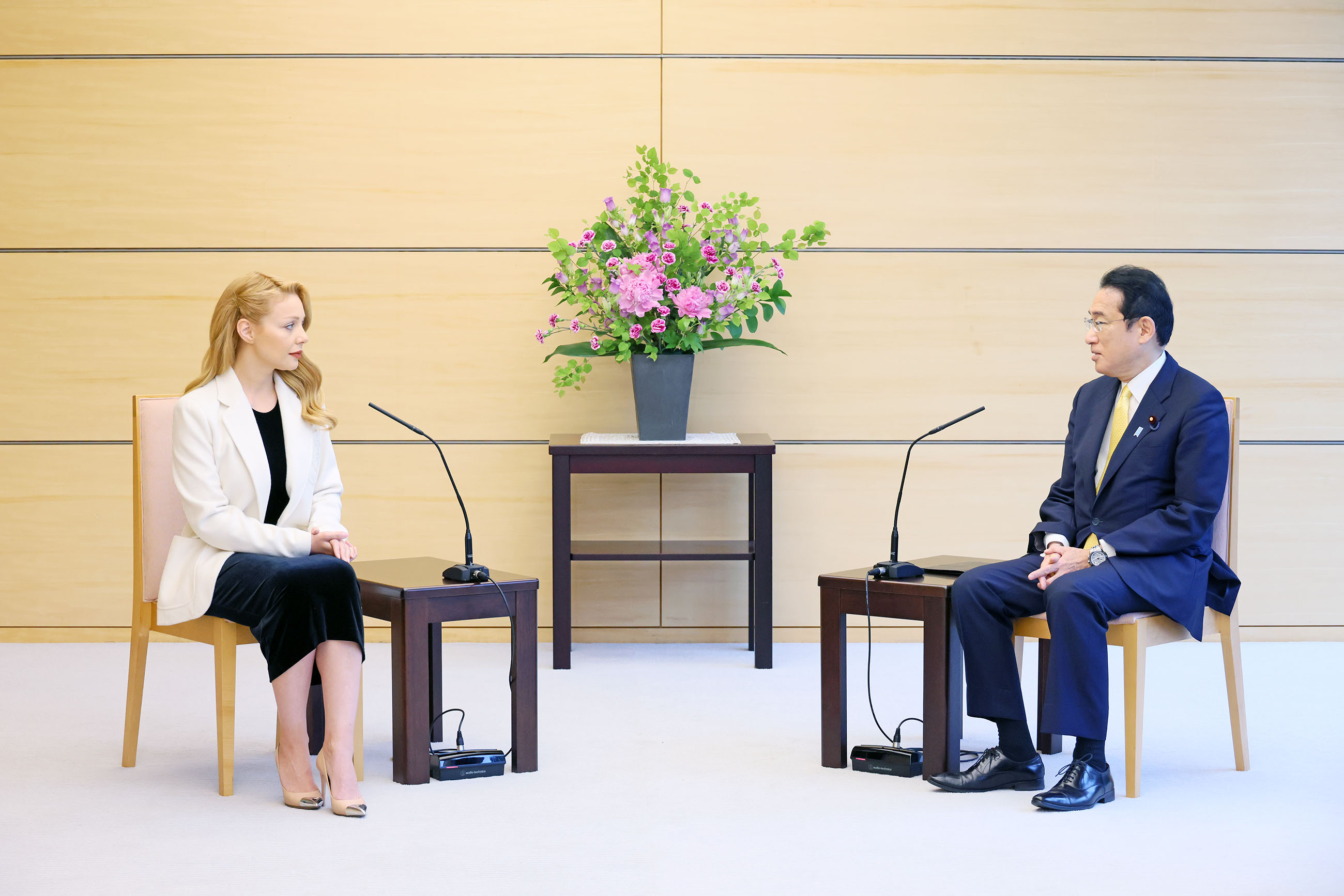
Тина Кароль на встрече с Премьер-министром Японии Фумио Кисида в 2022 году

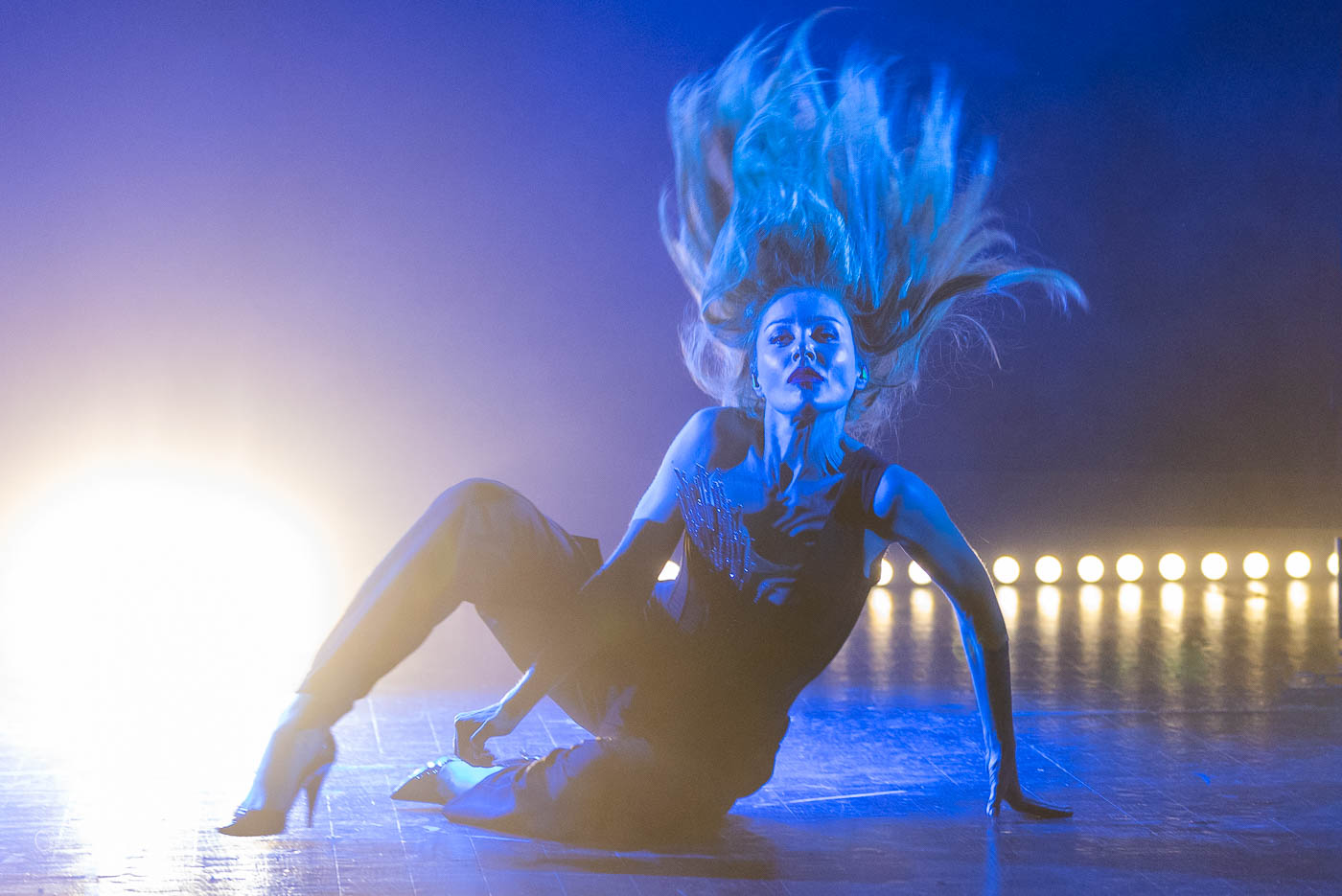
Тина Кароль во время выступления в Израиле, 2023 год

14 января в финале шоу «Танцы со звёздам» в Грузии спела в дуэте с грузинским исполнителем Анри Джохадзе. Дуэт удивил новой версией хита Тины «Красиво». 17 января 2022 года выпустила фильм-концерт «Красиво. Бегу на свет». В феврале стала ведущей развлекательного шоу «Игры Талантов» вместе с Михаилом Хомой и Юлией Саниной. В феврале стала судьёй Национального отбора на Евровидение. 16 февраля в паре с Михаилом Поплавским стала ведущей национальной музыкальной премии «Украинская песня года». Тина получила награду в номинации «Легенда Украинской песни».
После военного вторжения России на Украину, 26 февраля певица приняла решение покинуть страну и уехать в Польшу, после того, как у её дома в пригороде Киева прогремели первые взрывы. Вместе с единомышленниками создала Международный центр информационного сопротивления со штаб-квартирой в Варшаве, чтобы освещать события, которые происходят на Украине. В основном, для русскоязычной аудитории из России, Беларуси, Армении и Казахстана.
30 марта в городе Варшава прошёл благотворительный концерт в поддержку Украины, где Тина Кароль исполнила Гимн Украины. Все собранные деньги за билеты были переданы Unicef на нужды украинских детей. Мероприятие прошло при поддержке Посольства Украины в Республике Польша в варшавском театре ROMA. 12 апреля в Польше на стадионе «Легии» прошёл благотворительный матч «Match For Peace» в поддержку Украины. На стадионе встретились «Динамо» (Киев) и «Легия» (Варшава). Во время перерыва на футбольном поле спели украинские певицы — Тина Кароль, Надя Дорофеева, Екатерина Павленко (Go A) и Юлия Санина (The Hardkiss). Кароль спела песню «Україна — це ти», а также, певицы совместно исполнили композиции «Вільна» и «Червона калина». 22 апреля Тина Кароль выступила на открытии выставки «Это Украина: Защищая свободу», которая входит в официальную программу Венецианской биеннале, где певица спела гимн Украины.
8 мая в Берлине Тина Кароль и посол Украины в Германии Андрей Мельник приняли участие в памятном мероприятии по возложению цветов к мемориалу в Тиргартене по случаю Дня памяти и примирения, а также 77-й годовщины освобождения Европы от национал-социализма. Певица также спела вместе с украинской общиной гимн Украины.
10 мая Тина Кароль с миссией общественного посла, прибыла в Токио (Япония), по приглашению японского бизнесмена и филантропа Хироси Микитани. Кароль выступила в качестве специального гостя на концерте в поддержку Украины, которое состоялось 14 мая, в рамках премии «Rakuten Girls Awards 2022». 15 мая певица посетила Хиросиму, где встретилась с мэром города Кадзуми Мацуи, а также с официальными лицами и дипломатами страны. 19 мая в рамках 75-го Каннского кинофестиваля, состоялся благотворительный вечер организованный «Золотым глобусом» в поддержку украинской киноиндустрии. Тина Кароль стала специальным гостем благотворительного вечера, певица исполнила свою украиноязычную песню «Намалюю тобі зорі».
В августе Тина Кароль стала голосом коллекции украинского бренда Lever Couture, над которой работали дизайнер Леся Верлингьери и креативный директор Леди Гаги, Никола Формикетти. Специально для шоу певица создала электронный мини-альбом «LELEKA», пропитанный украинским этносом и фольклором. Тина Кароль работала над новыми песнями в сотрудничестве с американским диджеем Macro/Micro.
16 сентября Кароль представила новый украиноязычный сингл «Вільні. Нескорені». 23 сентября, на благотворительном вечере в рамках 77-й Генассамблеи ООН которое проходило в Метрополитен-опера в Нью-Йорке, собравшей множество мировых политических и бизнес-лидеров, состоялась презентация Фонда Елены Зеленской. Во время мероприятия на сцене выступили Тина Кароль и Юлия Санина. Певицы исполнили свой украиноязычный хит «Вільна».
30 сентября Тина Кароль презентовала англоязычный альбом «Scandal». В сентябре-октябре 2022 года состоялся североамериканский тур по городам США и Канады. В октябре в рамках благотворительного тура по США выступила вместе с балетом Грега Чапкиса. Коллектив стал специальным гостем концерта в Лос-Анджелесе, где был представлен англоязычный альбом «Scandal».
28 апреля 2023 Тина Кароль представила авторскую песню и клип на неё под названием «Honey & Мед». Певица впервые в своей карьере спела на двух языках в одном треке, на английском и украинском. Тина видит в этом особую миссию, завоевание мировой аудитории украинской музыкой.

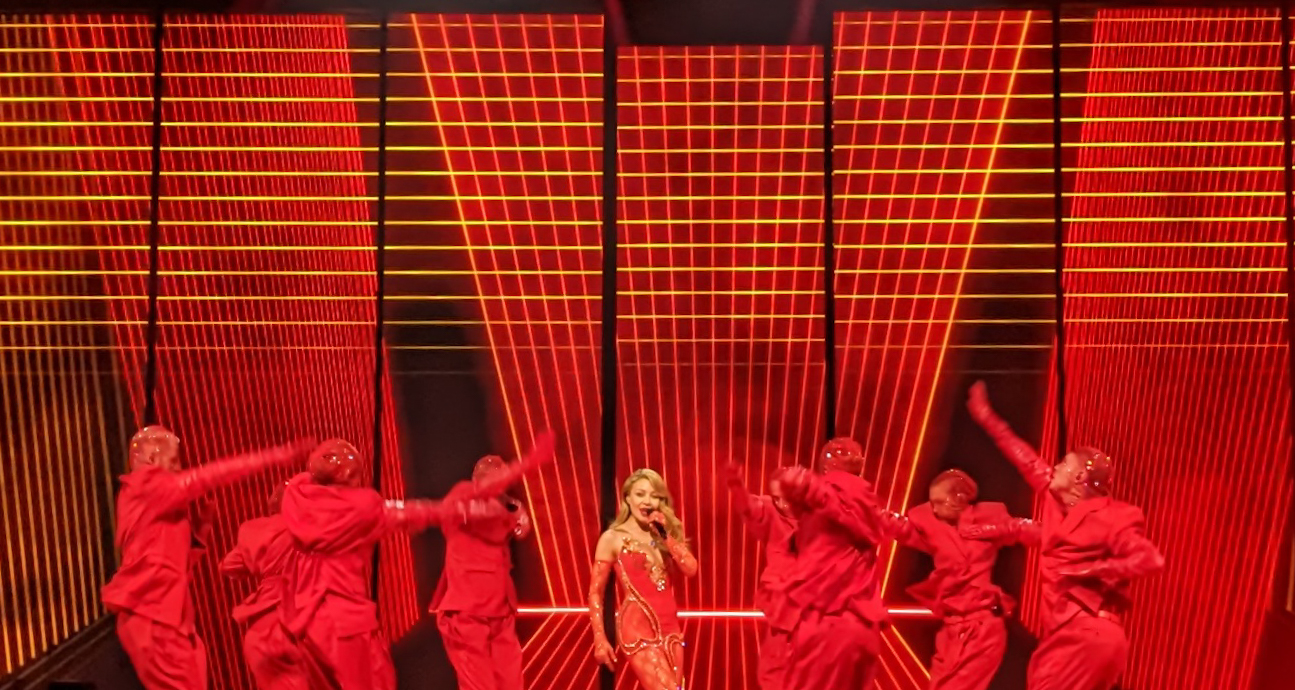
Тина Кароль с песней «Show Me Your Love» в финале Евровидения-2023 в Ливерпуле.

13 мая Тина Кароль выступила в финале Евровидения в Ливерпуле. Певица выступила во время парада флагов 26 стран-финалистов, исполнив свою известную песню Show Me Your Love в современной обработке. На сцене Евровидения певица появилась в роскошном красном платье от украинского дизайнера Ивана Фролова.
26 октября Тина Кароль презентовала новую украиноязычную песню «Не святі», главный посыл которой - любовь, которая соблазняет и отравляет одновременно. Поклонники отметили ее нежность.

## Личная жизнь

### Семья
Отец — Григорий Самуилович Либерман (род. 1958, г. Вашковцы, Вижницкого района), по профессии инженер, главный конструктор в строительной компании. Окончил Ивано-Франковский Институт нефти и газа, в ходе российско-украинской войны, добровольно вступил в ряды территориальной обороны. Мать — Светлана Андреевна Либерман в девичестве Журавель; (род. 1961, Ивано-Франковск), по профессии инженер, работает в пенсионном фонде Украины. Старший брат — Станислав Григорьевич Либерман (род. 1981), работает адвокатом и владеет собственной юридической фирмой. Станислав состоит в браке с Натальей, младшей сестрой Ирмы Витовской.
Муж — Евгений Огир (1980—2013), украинский продюсер и режиссёр, состоял в браке с певицей (с 2008 по 2013 год). Скончался на 33-м году жизни от рака желудка, похоронен на Берковецком кладбище. Сын — Вениамин Евгениевич Огир (род. 18 ноября 2008).
Тина Кароль проживает на постоянной основе в Зазимье, Киевской области. В 2022 году после начала обстрелов Киева российскими войсками она была вынуждена выехать из Украины.

### Гражданская позиция
В 2014 году, ряд украинских исполнителей, включая Тину Кароль, отказались ездить на гастроли в Россию.
«Моя позиция чёткая и ясная. Да, я говорю и пою на русском языке, но и украинский знаю прекрасно, и украинских песен в моём репертуаре тоже много! Я люблю свою страну, и у меня нет „серого“ цвета в моей гражданской позиции. Здесь есть белое и чёрное, а серого не дано», — сказала Тина Кароль.
Певица заявила, что для неё вопрос въезда на территорию Российской Федерации является принципиальным, так как она считает себя достойной гражданкой Украины.
В 2021 году Тина рассказала, что получает множество предложений из Российской Федерации, однако сознательно отказывается от них, потому что для неё важнее отстоять свою самоидентификацию.
«В 2014 году я сказала, что остаюсь на Украине. Несмотря на то, что предложений было много. Это был мой выбор. Любовь людей для меня всё. Я могу продавать свою музыку, но не продаю душу», — прокомментировала певица своё отношение к гастролям в России.
При этом певица заявила, что знает о большом количестве поклонников своего творчества в России, однако это не даёт ей права выступать на территории данной страны. Артистка понимает, что упустила много возможностей, в том числе финансовых, однако для неё намного важнее сохранить любовь и преданность украинского зрителя.
В феврале 2022 года, в связи со вторжением России на Украину, певица покинула свой дом в Киеве после того, как возле её дома прогремели серии взрывов. Из-за военных действий в стране Кароль пришлось уехать из Украины и отправиться в Польшу, (Варшава). Позже певица вышла на митинги в поддержку Украины, которые проходили в Варшаве.
«Украинцы имеют право на самоидентификацию. Каждый ребёнок на свете имеет право на счастливую жизнь. Убивая детей — убивают нацию! Мы этого не допустим, не позволим никогда. Только в единстве мы можем достичь свободы для наших детей, свободы выбора для наших наций, ведь мы — свободны!», — сказала певица.
Кароль сообщила, что создала Международный центр информационного сопротивления со штаб-квартирой в Варшаве. Там она вместе с единомышленниками круглосуточно работает над тем, чтобы донести до простых людей во всём мире реальную картину происходящего на территории Украины.
«Я буду бороться за правду, чтобы в каждом городе мира звучал гимн Украины! Как символ свободы и несломленности духа. 24 февраля Россия нанесла первый ракетный удар по Украине. Народная война пришла в каждую украинскую семью. Я приняла решение действовать и оборонять свою страну тем, что есть у меня самое дорогое — своим голосом. Я обещаю донести правду тем, кто не знает этой правды», — написала Кароль у себя в Instagram.
20 апреля 2022 года, Тине Кароль и многим другим деятелям культуры, запретили въезд на территорию России в течение последующих 50 лет. Певица подчеркнула, что для неё внесение в списки не имеет никакого значения. Кароль добавила, что Украина также должна запретить въезд российским звёздам, которые поддерживают путинский режим. По словам певицы, Украине не нужны люди, которые поддерживают геноцид украинского народа.

### Скандалы
В декабре 2011 года, в сети появились личные фотографии Тины Кароль, не предназначенные для широкой публики, которые опубликовало на своём сайте издание «Блик-Секрет». В комментариях журналисты издания рассказывают, что певица потеряла свой мобильный телефон, представители певицы считают, что iPhone у неё просто украли. Пропажа телефона произошла в сентябре того же года. Вся информация, которая находилась в мобильном устройстве, стала достоянием недоброжелателей, которые продали фотоархив певицы редакции.
Пресс-служба артистки оперативно отреагировала на появление в Интернете её личных фотографий и распространила в СМИ заявление, в котором осуждается и публикация, и её авторы, а обнародование похищенных снимков названо аморальным.

## Дискография

### Студийные альбомы
- 2006: Show Me Your Love
- 2007: Полюс притяжения
- 2010: 9 жизней
- 2016: Колядки
- 2017: Интонации
- 2020: Найти своих
- 2021: Красиво
- 2021: Молода кров
- 2022: Scandal

### Мини-альбомы
- 2006: Ноченька
- 2014: Помню
- 2022: Двойной рай
- 2022: LELEKA

### Концертные альбомы
- 2014: Сила любви и голоса Live
- 2015: Я всё ещё люблю Live
- 2018: Интонации Live
- 2020: Спектакль Live
- 2021: Красиво Live Session
- 2021: Tina Karol Cyber Show

## Фильмография

### Кино
| Год       |     | Русское название                      | Оригинальное название           | Роль            |
| --------- | --- | ------------------------------------- | ------------------------------- | --------------- |
| 2006      | ф   | Танго любви                           | Танго любви                     | Тина            |
| 2006      | ф   | Звёздные каникулы                     | Звёздные каникулы               | Маша            |
| 2007      | ф   | Звёзды в армии                        | Зірки в армії                   | Тина            |
| 2007      | ф   | Карнавальная ночь 2                   | Карнавальная ночь 2             | Леночка Крылова |
| 2008      | ф   | Смешные песни о главном               | Смішні пісні про головне        | Гейша           |
| 2009      | ф   | Бригада М                             | G-Force                         | Земляничка      |
| 2013      | ф   | 1+1 дома                              | 1+1 удома                       | камео           |
| 2014      | док | Сила любви и голоса                   | Сила любові та голосу           | Тина            |
| 2016      | ф   | Рождественская история с Тиной Кароль | Різдвяна історія з Тіною Кароль | Мать            |
| 2018      | док | Интонации Тины Кароль                 | Інтонації Тіни Кароль           | Тина            |
| 2019      | ф   | Бывшие                                | Бывшие                          | Анна            |
| 2019—2020 | с   | Великие Вуйки                         | Великі Вуйки                    | эпизод          |
| 2019—2020 | с   | Папик                                 | Папік                           | член жюри       |
| 2020      | ф   | Помню                                 | Помню                           | Тина            |

### Телевидение
| Год       | Название                                | Роль          | Заметки                           |
| --------- | --------------------------------------- | ------------- | --------------------------------- |
| 2005      | «Хочу быть звездой»                     | (ведущая)     | Конкурс молодых исполнителей      |
| 2006—2007 | «Танцы со звёздами»                     | (ведущая)     | Танцевальное шоу                  |
| 2008      | «Новая волна»                           | (ведущая)     | Конкурс молодых исполнителей      |
| 2008      | «Моя правда»                            | (играет себя) | Теле-передача                     |
| 2011      | «Майданс»                               | (ведущая)     | Танцевальное шоу                  |
| 2012      | «Crimea Music Fest»                     | (ведущая)     | Музыкальный фестиваль             |
| 2012      | «Голос. Дети»                           | (тренер)      | Музыкальное талант-шоу            |
| 2013      | «Голос страны»                          | (тренер)      | Музыкальное талант-шоу            |
| 2015      | «Я все ещё люблю»                       | (играет себя) | Музыкальный спектакль             |
| 2015—2016 | «Голос. Дети»                           | (тренер)      | Музыкальное талант-шоу            |
| 2015—2021 | «Голос страны»                          | (тренер)      | Музыкальное талант-шоу            |
| 2016      | «Рождественская история с Тиной Кароль» | (играет себя) | Телеконцерт                       |
| 2017—2020 | «Танцы со звёздами»                     | (ведущая)     | Танцевальное шоу                  |
| 2020      | «Украина на Евровидении-2020»           | (судья)       | Национальный отбор на Евровидение |
| 2020      | «Липсинк Батл»                          | (ведущая)     | Шоу пародий                       |
| 2021      | «Double Dauys»                          | (ведущая)     | Песенное screen live-шоу          |
| 2021      | «Мисс Украина»                          | (жюри)        | Конкурс красоты                   |
| 2022      | «Украина на Евровидении-2022»           | (судья)       | Национальный отбор на Евровидение |
| 2022      | «Украинская песня года»                 | (ведущая)     | Национальная премия               |

- 2017 — Музыкальный спектакль «Я всё ещё люблю»;
- 2017 — Семь «Интонаций» Тины Кароль[225];
- 2020 — «Тина Кароль. Иди на жизнь»;
- 2020 — Фильм-трилогия «Найти своих»;
- 2021— live-session «Красиво»[226];
- 2021 — Тина Кароль. Atlas Weekend;
- 2021 — Тина Кароль. Atlas Weekend: СОЗДАНИЕ;
- 2022 — Музыкальный фильм-концерт «Красиво. Бегу на свет»[227][228];
- 2022 — «Тина Кароль — Подвійний рай».

### Роли в театре
- 2003 — Мюзикл «Экватор», роль Маргарет[229];
- 2004 — Спектакль «Духов день», роль Марты-Правдицы;
- 2004 — Мюзикл «Ассоль», роль Ассоль (Австрия);
- 2004 — «Яйцо лошади», роль кармы главного[230].

Книги
- 2008 — «Большие приключения Паутинки» (укр. Великі пригоди Павутинки), книга для детей[231].
- 2016 — «Рождественская история» (укр. Різдвяна історія), книга для детей[232].

## Видеография
| Год  | Видеоработа                         | Режиссёр                           | Ист.    |
| ---- | ----------------------------------- | ---------------------------------- | ------- |
| 2018 | «Сила высоты» (making of)           | Игорь Забара                       | [ 233 ] |
| 2019 | «Вабити» (making of)                | Алина Симоненко                    | [ 234 ] |
| 2020 | «Найти своих» (making of)           | Алина Симоненко                    | [ 235 ] |
| 2021 | «Скандал» (making of)               | Тарас Ткаченко                     | [ 236 ] |
| 2021 | «Красиво» (making of)               | Алина Симоненко                    | [ 237 ] |
| 2021 | «Двойной рай» (making of)           | Ирина Мироняк                      | [ 238 ] |
| 2022 | «Двойной рай» (screen live version) | Алина Симоненко, Максим Делиергиев | [ 239 ] |

## Концерты и туры
- 2007 год — первый концертный тур «Полюс притяжения».
- 2010 год — концертный тур «9 жизней»[240].
- 2013—2014 гг. — концертные туры «Сила любви и голоса» и «Сила любви и голоса. На бис»[241].
- 2015 год — концертный тур с Музыкальным спектаклем «Я всё ещё люблю»[242].
- 2016 год (январь) — новогодний концертный тур по мотивам музыкального фильма «Рождественская история с Тиной Кароль» с программой «Колядки»[243].
- 2016—2017 гг. — юбилейный тур с программой «Избранное» — концерты прошли в Великобритании, Латвии, Белоруссии, Америке[уточнить].
- 2017—2018 год (январь) — тур «Рождественская история».
- 2017—2018 гг. — всеукраинский концертный тур «Тина» в поддержку нового альбома «Интонации». 35 городов, 70 сольных концертов.
- 2018 год — тур «Рождественская история» в Америке.
- 2018 год (ноябрь) — «Большой европейский тур» Тины Кароль (Израиль, Италия, Чехия, Молдавия).
- 2019 год (январь) — тур «Рождественская история».
- 2019 год (июнь — август) — мини-тур по городах Украины.
- 2020—2021 гг. — юбилейный тур в честь 15-летия на сцене.
- 2021 (июнь — сентябрь) — тур «Красиво» в поддержку нового одноимённого альбома.

## Благотворительность
1 июня 2014 года Тина открыла благотворительный фонд «Полюс притяжения». Это благотворительная инициатива, целью которой является помощь детским онкологическим отделениям украинских городов. Фонд действует за счёт финансирования Тины Кароль.
27 июля 2014 Тина Кароль открыла благотворительный интернет-магазин на своём сайте. Все вырученные деньги планировалось передавать онкобольным детям. Их должны перечислять в фонд «Полюс притяжения».
7 июня 2015, в финале песенного проекта «Голос страны 5», Кароль подарила квартиру в Киеве своему подопечному Антону Копытину, который с семьёй из-за войны на востоке Украины был вынужден покинуть Донецк.
В 2016 и 2018 годах участвовала в съёмках для благотворительного фотопроекта «Щирі», посвященного украинскому национальному костюму и его популяризации. Проект был реализован усилиями ТЦ «Домосфера» и коммуникационного агентства Gres Todorchuk. Все средства от продажи календарей с моделями в традиционных костюмах было передано на культурные проекты, в частности Музея народного творчества Михаила Струтинского, Новоайдарском краеведческому музею и Национальному центру народной культуры «Музей Ивана Гончара».
20 марта 2022 Тина Кароль выступила на благотворительном концерте «Вместе с Украиной», организованном в «Atlas Arena» в Лодзи. К выступлению Кароль присоединилась Амелия Анисович, ставшая известной на весь мир благодаря видео, на котором исполняет песню из мультфильма «Холодное сердце» в бомбоубежище. В рамках мероприятия было собрано более 42 миллионов гривен финансовой помощи для Украины.
26 марта 2022 в городе Ришон-ле-Цион (Израиль) состоялся большой благотворительный концерт «UNITE FOR UKRAINE» с участием Тины Кароль, певица имеющая еврейское происхождение, специально прибыла в Израиль чтобы поддержать Украину на земле Израиля. Помимо Тины Кароль, на вечере также выступили Chornitsa, Борис Белодубровский, Бен Герцен и Анастасия Казакова. Концерт проходил при поддержке посольства Украины в Израиле. В рамках мероприятия, было собрано 2 миллиона гривен. Собранные с концерта средства пойдут на медицинскую гуманитарную помощь больницам и службам спасения Украины.
27 марта 2022 состоялся международный благотворительный концерт-телемарафон Save Ukraine — #StopWar. Мероприятие в поддержку Украины проводили в Варшаве, а транслировали во многих странах мира. Участие в этом телемарофоне приняла Тина Кароль, где вместе с фронтвумен (The Hardkiss) Юлией Саниной спела песню «Вільна».
5 апреля 2022 благотворительный фонд Тины Кароль «Полюс притяжения», в партнёрстве с Израильским фондом Israeli Freinds of Ukraine приобрели необходимые лекарства для двух больниц Украины, специализирующихся на лечении онкобольных детей. Певица подчеркнула, что во время войны её фонд продолжит свою работу и будет помогать детям бороться с раком.
В августе 2022 певица подарила квартиру для семьи 9-летнего мальчика Егора Кравцова, который весной потряс всю Украину своим дневником с описанием жизни в оккупированном Мариуполе. Новое жильё семьи теперь расположено в Ивано-Франковской области.
В январе 2023 года Фонд Тины Кароль в сотрудничестве с главой Rakuten Group и мессенджера Viber Хироси Микитани, передал 500 генераторов из Японии в Украину. В общей сложности, общая стоимость генераторов составляет около 900 тысяч долларов.

## Награды и премии

### Музыкальные и телевизионные премии
1998:
- фестиваль «Черноморские игры» — 3 премии.

2005:
- лауреат песенного конкурса «Новая волна», заняв 2-е место и получив специальную премию Народной Артистки СССР Аллы Пугачёвой «Золотая звезда Аллы»[260].

2007:
- музыкальная премия Ukraine Music Award в номинации «Певица года»;
- премия «Телетриумф» в номинации «Лучшая ведущая развлекательной программы»[261].

2008:
- премия Ukraine Music Awards в номинации «Певица года»[262];
- премия «Viva! Самые красивые-2008» в номинации «Самая красивая женщина Украины»[263];
- премия «Телетриумф» в номинации «Лучшая ведущая развлекательной программы»[264].

2009:
- конкурс красоты «Мисс Украина Вселенная-2009» в номинации «Самая красивая певица Украины−2008»[265];
- премия «Viva! Самые красивые-2009» в номинации «Самая красивая женщина Украины»[266].

2013:
- «Самая популярная женщина Украины» по версии компаний Google и Яндекс;[267][268].

2014:
- первая премия на Международном кинофестивале AOF Film International (США) в номинации «Лучший документальный фильм» за Документально-музыкальный фильм «Сила любви и голоса»[269];
- музыкальная премия «YUNA» в номинации «Певица года»[270];

2015:
- премия «ELLE Style Award» в номинации «Телезвезда»[271];
- музыкальная премия «YUNA» в номинации «Певица года»[272].
- музыкальная премия «M1 Music Awards» в номинациях «Певица года», «Лучший тур» (Я всё ещё люблю)[273][274]

2016:
- музыкальная премия «M1 Music Awards» в номинации «Золотой граммофон» с песней «Сдаться ты всегда успеешь»[275];
- премия «Viva! Самые красивые-2017» в номинации «Самая красивая женщина Украины»[276].

2017:
- музыкальная премия «M1 Music Awards» в номинациях «Певица года», Клип года" с песней («Перечекати»)[277].

2018:
- музыкальная премия «M1 Music Awards» в номинациях «Певица года», «Фан-клуб года»[278];
- музыкальная премия «M1 Music Awards» в номинации «За вклад в развитие национальной индустрии»[279];
- музыкальная премия «YUNA» в номинации «Певица года»[278].
- короткометражный фильм «Бывшие» одержал победу на Международном кинофестивале Best Shorts Competition в номинации «Лучший короткометражный фильм 2018»[280].

2019:
- премия «Золотой лайк» в номинациях «Икона стиля», Саундтрек года («Дикая вода»)[281][282];
- музыкальная премия «M1 Music Awards» в номинации «Золотой граммофон» («Сила высоты»).

2020:
- музыкальная премия «YUNA» в номинации «20 знаковых песен за 20 лет» («Выше облаков»)[283].
- музыкальная премия «Золотая Жар-птица» в номинации «Балада года» с песней «Вільна»[284].
- музыкальная премия «Culture Ukraine Awards» в номинациях «Артист года», «Альбом года» (Найти своих).
- премия «Звёздный путь» в номинации «15 лет невероятная»[285].
- Тина Кароль получила персональную звезду на Площади звёзд в Киеве[286].

2021:
- музыкальная премия «YUNA» в номинациях «Лучший дуэт/коллаборация» («Вільна» совместно с Юлией Саниной), «Лучшая песня к фильму» («Вільна» к фильму «Преданная»), "За особые достижения в музыкальной индустрии Украины[287][288].
- музыкальная премия «Muzvar» в номинации «Фан-клуб»[289].
- музыкальная премия «Русское Радио Украина» в категории «Happy песня».
- премия «Звёздный путь» в категории «Скандал года»[290].
- музыкальная премия «Украинская песня года» в номинации «Легенда украинской песни»[291].
- в топ-100 влиятельных женщин Украины по версии журнала «Фокус»[10].

### Государственные и церковные награды
2006:
- награда «ФН ООН Украина» в номинации «Выдающийся человек года»[292];
- Государственный орден за Миротворческие миссии, (Косово, Ирак)[293];
- награждена Государственной медалью «За труд и доблесть»[294];

2007:
- награждена Международным Орденом Святого Станислава «за утверждение международного авторитета Украины и весомый вклад в развитие культуры и искусства Украины»[295];

2008:
- удостоена Наивысшего церковного Ордена Святой Великомученицы Катерины Первой степени по личному прошению Митрополита Киевского и Всей Украины Владимира[296];

2009:
- почётное звание «Заслуженный артист Украины» (2009)[297];

2017:
- почётное звание «Народный артист Украины» (2017)[298];

2019:
- награждена Орденом Королевы Анны III степени за заслуги;

2020:
- награждена Орденом княгини Ольги III степени по случаю Дня Конституции Украины[299].